# اشتراک زمانی
در رایانش، اشتراک زمان یا اشتراک زمانی (به انگلیسی: Time-sharing) به معنی اشتراک گذاشتن منابع مختلف رایانه میان چند کاربر با بهره گرفتن از شگردهای چندبرنامه‌ای و چندوظیفه‌ای است. اشتراک زمانی در دهه ۱۹۶۰ معرفی شد و در دهه ۱۹۷۰ به عنوان مدل برجسته رایانش پدیدار شد و نشان دهنده یک پیشرفت عمده فناوری در تاریخ رایانش است. تکنیک اشتراک زمانی با اجازه دادن به تعداد زیادی از کاربران برای تعامل با یک رایانه، به طور چشمگیری هزینه ارائه کردن قابلیت‌های محاسباتی را کاهش داد و این امکان برای اشخاص و سازمان‌ها پدید آمد تا بدون این که خودشان صاحب یک رایانه باشند، بتوانند از رایانه‌ها استفاده کنند و همچنین اشتراک زمانی، استفاده تعاملی از رایانه‌ها و گسترش برنامه‌های تعاملی را ترویج داد.